# 地方交通線
地方交通線（ちほうこうつうせん）とは、日本国有鉄道（国鉄）・JRの鉄道路線の分類の一つ。一般的な月刊冊子型の時刻表に記載されている索引地図では、地方交通線は青の太線で表示されている。
国鉄末期の1981年（昭和56年）4月、「日本国有鉄道経営再建促進特別措置法」（国鉄再建法）に基づいて国鉄路線は幹線と地方交通線に分類され、異なる運賃を適用することになった。この分類において地方交通線は「幹線鉄道網を形成する営業線として政令で定める基準に該当するものを除いて、その運営の改善のための適切な措置を講じたとしてもなお収支の均衡を確保することが困難であるもの」と定義され、国鉄分割民営化以降のJRにも引き継がれている。

## 指定基準
以下のいずれの条件にも当てはまらない路線を指す（日本国有鉄道経営再建促進特別措置法施行令第1条・第2条）。
1. 1980年3月末現在で人口10万人以上の都市（＝主要都市）を相互に連絡し、旅客営業キロが30kmを超え、すべての隣接駅間の旅客輸送密度（＝1977年 - 79年度3年間平均の1日1kmあたりの輸送人員）が4,000人以上である区間を有する線。
2. 1.の条件にあてはまる営業線と主要都市とを相互に連絡し、旅客営業キロが30kmを超え、すべての隣接駅間の旅客輸送密度が4,000人以上である区間を有する線。
3. 旅客輸送密度が8,000人以上である線。
4. 貨物輸送密度（1977年 - 79年度3年間平均の1日1kmあたりの輸送貨物トン数）が4,000t以上である線。

1981年4月、国鉄は175線（10,169.5km）を地方交通線として運輸省に申請し、承認された。さらに、地方交通線の中でも旅客輸送密度4,000人未満の路線は、原則として廃止対象の特定地方交通線に指定された（詳細は該当項目参照）。
制定以降に開業した路線については、利益予測を元にするなどして幹線・地方交通線の別を決定している。
神奈川県・滋賀県・大阪府・香川県のJR線には地方交通線が存在せず、全ての路線が幹線である。その一方で富山県内のJR在来線は2015年の北陸新幹線金沢駅延伸開業に伴う北陸本線のあいの風とやま鉄道線への転換により全て地方交通線となっており、続いて2024年に北陸新幹線の金沢 - 敦賀間延伸開業に伴う北陸本線敦賀 - 金沢間の第三セクター鉄道への転換により、石川県のJR在来線全区間、並びに福井県の北陸本線滋賀県境  - 新疋田駅 - 敦賀駅の2駅間未満を除くJR在来線の殆どの区間が地方交通線となった。

### 実態との乖離
幹線と地方交通線の分類は1981年の制定以来原則として改訂が行われていないため、秋田新幹線の運行ルートとなった田沢湖線や、青函トンネルを経由する高速貨物列車が多数運転される津軽線、閑散区間の廃止が行われた可部線・札沼線、後に当時の「幹線系線区」となる輸送密度の基準（8,000人/日以上）を上回った武豊線・八高線や東金線などが地方交通線のままになっていたり、貨物輸送の実績で幹線に指定されたものの、後にその貨物列車が廃止された美祢線・宇部線、全区間において旅客輸送密度が4,000人を下回った磐越西線が幹線のままであるなど輸送実態の変化に合わなくなった事例も生じている。
2016年3月22日以降定期旅客列車の設定がなくなった海峡線は旅客営業規則上は引き続き地方交通線として残されているが、多くの部分で線路を共用する北海道新幹線の奥津軽いまべつ - 木古内には幹線運賃が適用される形となった。

## 運賃計算
北海道旅客鉄道（JR北海道）・東日本旅客鉄道（JR東日本）・東海旅客鉄道（JR東海）・西日本旅客鉄道（JR西日本）の4社では国鉄時代の運賃計算方法を踏襲しているが、四国旅客鉄道（JR四国）・九州旅客鉄道（JR九州）の2社では1996年1月10日に実施された運賃改定により制度が改められているため、計算方法が異なる。
なお、日本貨物鉄道（JR貨物）では、貨物運賃計算で使うキロ程は旅客運賃の営業キロと同じであり、換算キロ・擬制キロは使用しないため、地方交通線を経由する貨物列車に対して割増の運賃が適用されることはない。

### JR北海道・JR東日本・JR東海・JR西日本
幹線用の運賃表と別に地方交通線用の運賃表（概ね幹線の約1割増の額）が用意されている。
地方交通線のみを乗車する場合は地方交通線用の運賃表が適用される。通過連絡運輸により他社線を跨いだ場合でも、乗車するJR線区間が全線地方交通線であれば地方交通線用の運賃表が適用される。
幹線と地方交通線とを乗り継ぐ場合は、地方交通線については営業キロを約1割増した換算キロを用い、これと幹線の営業キロとを合算した運賃計算キロを元に、幹線の運賃表で運賃を求める。ただし、全乗車区間の営業キロが10km以下の場合は営業キロで地方交通線の運賃表を適用する。
例：水郡線（JR東日本・地方交通線）常陸津田駅と常磐線（同・幹線）勝田駅の相互発着の場合（水戸駅経由）、常陸津田駅 - 水戸駅間の営業キロは4.1km、と水戸駅 - 勝田駅間の営業キロは5.8kmで合計9.9kmとなるため、地方交通線10km以下の210円となる。水郡線の換算キロ（この場合4.5km）と常磐線の営業キロを足した運賃計算キロ（10.3km、240円）とはならない。
JR東日本・JR東海・JR西日本の本州三社の地方交通線の運賃は同額だが、JR北海道は本州三社よりやや割高な運賃となる。JR東日本ではICカードを利用して乗車した際は別の運賃が適用される。
なおJR東日本が運営する気仙沼線・大船渡線BRTにおいては、BRT転換前の鉄道線に合わせ、地方交通線と同様の運賃体系を採用している。ただし、普通運賃については鉄道線と乗り継いだ場合の通算はできず（鉄道線との並行区間である前谷地駅 - 柳津駅間を除く）、それぞれ別建ての運賃となる。

### JR四国・JR九州
運賃表は単一であり幹線・地方交通線で分かれていない。
地方交通線の運賃計算には営業キロを約1割増した擬制キロを用いる。ただし、乗車区間の擬制キロと営業キロの値によっては、特定運賃が適用される。
幹線と地方交通線とを乗り継ぐ場合は、地方交通線については擬制キロを用い、これと幹線の営業キロとを合算した運賃計算キロを元に、運賃表で運賃を求める。
JR四国とJR九州では運賃が異なる。

## 営業中の地方交通線一覧

### JR北海道
| 路線名   | 区間                      | 営業キロ | 愛称名     | 備考 |
| -------- | ------------------------- | -------- | ---------- | --- |
| 宗谷本線 | 旭川駅 - 稚内駅           | 259.4km  |            | 日本最長の地方交通線。 |
| 石北本線 | 新旭川駅 - 網走駅         | 234.0km  |            | |
| 釧網本線 | 東釧路駅 - 網走駅         | 166.2km  |            | |
| 富良野線 | 旭川駅 - 富良野駅         | 54.8km   |            | |
| 留萌本線 | 深川駅 - 石狩沼田駅       | 14.4km   |            | 留萌 - 増毛間16.7kmは2016年12月5日、石狩沼田 - 留萌間35.7kmは2023年4月1日廃止。残存区間についても2026年4月1日に廃止予定。 |
| 札沼線   | 桑園駅 - 北海道医療大学駅 | 28.9km   | 学園都市線 | 輸送密度は17,023人/日(2013年)と可部線に匹敵する。非電化区間の北海道医療大学 - 新十津川間は2020年5月7日廃止。              |
| 日高本線 | 苫小牧駅 - 鵡川駅         | 30.5km   |            | 鵡川 - 様似間116.0kmは2021年4月1日廃止。                                                                                  |
| 海峡線   | 中小国駅 - 木古内駅       | 87.8km   | [ 注 6 ]   | 国鉄分割民営化以後に開業。2016年3月26日の北海道新幹線開業後も、旅客営業規則上は地方交通線として存続している。             |

### JR東日本
| 路線名   | 区間                              | 営業キロ | 愛称名                                  | 備考 |
| -------- | --------------------------------- | -------- | --------------------------------------- | --- |
| 津軽線   | 青森駅 - 三厩駅                   | 55.8km   |                                         | 1988年3月の海峡線開通から2016年3月の北海道新幹線開業までは、青森 - 中小国間に「津軽海峡線」の愛称が設定された。                            |
| 大湊線   | 野辺地駅 - 大湊駅                 | 58.4km   | はまなすベイライン大湊線                | |
| 五能線   | 東能代駅 - 川部駅                 | 147.2km  |                                         | |
| 男鹿線   | 追分駅 - 男鹿駅                   | 26.6km   | 男鹿なまはげライン                      | |
| 花輪線   | 好摩駅 - 大館駅                   | 106.9km  | 十和田八幡平四季彩ライン                | |
| 八戸線   | 八戸駅 - 久慈駅                   | 64.9km   | うみねこレール八戸市内線（八戸 - 鮫間） | |
| 山田線   | 盛岡駅 - 宮古駅                   | 102.1km  |                                         | 東日本大震災で被災した宮古 - 釜石間55.4kmは、JR東日本が復旧工事を支援した上で2019年3月に三陸鉄道に移管。                                   |
| 田沢湖線 | 盛岡駅 - 大曲駅                   | 75.6km   |                                         | 秋田新幹線の一部区間でもある。 |
| 北上線   | 北上駅 - 横手駅                   | 61.1km   |                                         | |
| 釜石線   | 花巻駅 - 釜石駅                   | 90.2km   | 銀河ドリームライン釜石線                | |
| 気仙沼線 | 前谷地駅 - 柳津駅                 | 17.5km   |                                         | 東日本大震災で被災した柳津 - 気仙沼間55.3kmは、BRTで復旧し、2020年4月1日付で鉄道事業廃止。                                                 |
| 大船渡線 | 一ノ関駅 - 気仙沼駅               | 62.0km   | ドラゴンレール大船渡線                  | 東日本大震災で被災した気仙沼 - 盛間43.7kmは、BRTで復旧し、2020年4月1日付で鉄道事業廃止。                                                   |
| 石巻線   | 小牛田駅 - 女川駅                 | 44.9km   |                                         | |
| 陸羽東線 | 小牛田駅 - 新庄駅                 | 94.1km   | 奥の細道湯けむりライン                  | |
| 陸羽西線 | 新庄駅 - 余目駅                   | 43.0km   | 奥の細道最上川ライン                    | |
| 米坂線   | 米沢駅 - 坂町駅                   | 90.7km   |                                         | |
| 左沢線   | 北山形駅 - 左沢駅                 | 24.3km   | フルーツライン左沢線                    | |
| 磐越東線 | いわき駅 - 郡山駅                 | 85.6km   | ゆうゆうあぶくまライン                  | |
| 水郡線   | 水戸駅 - 安積永盛駅               | 137.5km  | 奥久慈清流ライン                        | |
| 水郡線   | 上菅谷駅 - 常陸太田駅             | 9.5km    |                                         | |
| 烏山線   | 宝積寺駅 - 烏山駅                 | 20.4km   |                                         | |
| 日光線   | 宇都宮駅 - 日光駅                 | 40.5km   |                                         | |
| 鹿島線   | 香取駅 - 鹿島サッカースタジアム駅 | 17.4km   |                                         | |
| 東金線   | 大網駅 - 成東駅                   | 13.8km   |                                         | |
| 久留里線 | 木更津駅 - 上総亀山駅             | 32.2km   |                                         | |
| 八高線   | 八王子駅 - 倉賀野駅               | 92.0km   |                                         | 電化区間の一部である八王子 - 拝島間に限れば2022年度の輸送密度は26,887人/日である。また、当線は東京都および埼玉県で唯一の地方交通線である。 |
| 吾妻線   | 渋川駅 - 大前駅                   | 55.6km   |                                         | |
| 只見線   | 会津若松駅 - 小出駅               | 135.2km  |                                         | |
| 越後線   | 柏崎駅 - 新潟駅                   | 83.8km   |                                         | |
| 弥彦線   | 弥彦駅 - 東三条駅                 | 17.4km   |                                         | |
| 飯山線   | 豊野駅 - 越後川口駅               | 96.7km   |                                         | |
| 小海線   | 小淵沢駅 - 小諸駅                 | 78.9km   | 八ヶ岳高原線                            | |
| 大糸線   | 松本駅 - 南小谷駅                 | 70.1km   |                                         | 南小谷 - 糸魚川間はJR西日本管内。 |

### JR東海
| 路線名   | 区間                  | 営業キロ | 愛称名 | 備考                                                            |
| -------- | --------------------- | -------- | ------ | --------------------------------------------------------------- |
| 身延線   | 富士駅 - 甲府駅       | 88.4km   |        |                                                                 |
| 飯田線   | 豊橋駅 - 辰野駅       | 195.8km  |        |                                                                 |
| 武豊線   | 武豊駅 - 大府駅       | 19.3km   |        | 2008年（平成20年）度現在、地方交通線では輸送密度が2番目に高い。 |
| 太多線   | 多治見駅 - 美濃太田駅 | 17.8km   |        |                                                                 |
| 高山本線 | 岐阜駅 - 猪谷駅       | 189.2km  |        | 猪谷 - 富山間はJR西日本管内。                                   |
| 名松線   | 松阪駅 - 伊勢奥津駅   | 43.5km   |        |                                                                 |
| 参宮線   | 多気駅 - 鳥羽駅       | 29.1km   |        |                                                                 |

### JR西日本
| 路線名   | 区間                    | 営業キロ | 愛称名         | 備考 |
| -------- | ----------------------- | -------- | -------------- | --- |
| 大糸線   | 南小谷駅 - 糸魚川駅     | 35.3km   |                | 松本 - 南小谷間はJR東日本管内。 |
| 高山本線 | 猪谷駅 - 富山駅         | 36.6km   |                | 岐阜 - 猪谷間はJR東海管内。 |
| 氷見線   | 高岡駅 - 氷見駅         | 16.5km   |                | |
| 城端線   | 高岡駅 - 城端駅         | 29.9km   |                | |
| 七尾線   | 津幡駅 - 和倉温泉駅     | 59.5km   |                | 和倉温泉 - 穴水間28.0kmは1991年9月にのと鉄道に運営移管（JRは第三種鉄道事業者）。 穴水 - 輪島間20.4kmは、1991年9月にのと鉄道に運営移管（JRは第三種鉄道事業者）後、2001年4月1日廃止。                |
| 越美北線 | 越前花堂駅 - 九頭竜湖駅 | 52.5km   | 九頭竜線       | |
| 小浜線   | 敦賀駅 - 東舞鶴駅       | 84.3km   |                | |
| 舞鶴線   | 綾部駅 - 東舞鶴駅       | 26.4km   |                | |
| 桜井線   | 奈良駅 - 高田駅         | 29.4km   | 万葉まほろば線 | |
| 和歌山線 | 王寺駅 - 和歌山駅       | 87.9km   |                | |
| 加古川線 | 加古川駅 - 谷川駅       | 48.5km   |                | |
| 播但線   | 姫路駅 - 和田山駅       | 65.7km   |                | |
| 因美線   | 東津山駅 - 鳥取駅       | 70.8km   |                | |
| 姫新線   | 姫路駅 - 新見駅         | 158.1km  |                | |
| 赤穂線   | 相生駅 - 東岡山駅       | 57.4km   |                | |
| 津山線   | 津山駅 - 岡山駅         | 58.7km   |                | |
| 吉備線   | 岡山駅 - 総社駅         | 20.4km   | 桃太郎線       | |
| 福塩線   | 福山駅 - 塩町駅         | 78.0km   |                | |
| 芸備線   | 備中神代駅 - 広島駅     | 159.1km  |                | |
| 木次線   | 宍道駅 - 備後落合駅     | 81.9km   |                | |
| 境線     | 米子駅 - 境港駅         | 17.9km   |                | |
| 可部線   | 横川駅 - あき亀山駅     | 15.6km   |                | 非電化区間である可部 - 三段峡間46.2kmは2003年に廃止。そのうち、可部 - あき亀山（旧河戸付近）間1.6kmは電化の上2017年3月4日に再開業した。 2008年（平成20年）度現在、地方交通線では輸送密度が日本一。 |
| 岩徳線   | 岩国駅 - 櫛ケ浜駅       | 43.7km   |                | |
| 山口線   | 新山口駅 - 益田駅       | 93.9km   |                | |
| 小野田線 | 居能駅 - 小野田駅       | 11.6km   |                | |
| 小野田線 | 雀田駅 - 長門本山駅     | 2.3km    |                | |

### JR四国
| 路線名 | 区間                | 営業キロ | 愛称名                   | 備考                                                                                                   |
| ------ | ------------------- | -------- | ------------------------ | --- |
| 鳴門線 | 池谷駅 - 鳴門駅     | 8.5km    |                          | |
| 牟岐線 | 徳島駅 - 阿波海南駅 | 77.8km   | 阿波室戸シーサイドライン | 全通当時は徳島 - 海部間であったが、2020年11月1日から阿波海南 - 海部間1.5kmは阿佐海岸鉄道に編入された。 |
| 徳島線 | 佃駅 - 佐古駅       | 67.5km   | よしの川ブルーライン     | |
| 予土線 | 若井駅 - 北宇和島駅 | 76.3km   | しまんとグリーンライン   | |
| 内子線 | 新谷駅 - 内子駅     | 5.3km    |                          | |

### JR九州
| 路線名     | 区間                    | 営業キロ | 愛称名                                                                        | 備考 |
| ---------- | ----------------------- | -------- | ----------------------------------------------------------------------------- | --- |
| 日田彦山線 | 城野駅 - 夜明駅         | 68.7km   |                                                                               | 添田 - 夜明間29.2km は平成29年7月九州北部豪雨により2017年7月5日より運行休止、2023年8月28日より日田彦山線BRTとなる。 |
| 後藤寺線   | 新飯塚駅 - 田川後藤寺駅 | 13.3km   |                                                                               | |
| 筑豊本線   | 若松駅 - 原田駅         | 66.1km   | 若松線（若松 - 折尾間） 福北ゆたか線（折尾 - 桂川間） 原田線（桂川 - 原田間） | |
| 香椎線     | 西戸崎駅 - 宇美駅       | 25.4km   | 海の中道線（西戸崎 - 香椎間）                                                 | |
| 唐津線     | 久保田駅 - 西唐津駅     | 42.5km   |                                                                               | |
| 大村線     | 早岐駅 - 諫早駅         | 47.6km   |                                                                               | |
| 久大本線   | 久留米駅 - 大分駅       | 141.5km  | ゆふ高原線                                                                    | |
| 豊肥本線   | 熊本駅 - 大分駅         | 148.0km  | 阿蘇高原線                                                                    | 電化区間の熊本 - 肥後大津間に限れば2022年度の輸送密度は11,167人/日で、JR九州の地方交通線で唯一1万人を超える。       |
| 三角線     | 宇土駅 - 三角駅         | 25.6km   | あまくさみすみ線                                                              | |
| 肥薩線     | 八代駅 - 隼人駅         | 124.2km  | えびの高原線（八代 - 吉松間）                                                 | |
| 吉都線     | 吉松駅 - 都城駅         | 61.6km   | えびの高原線                                                                  | |
| 日南線     | 南宮崎駅 - 志布志駅     | 88.9km   |                                                                               | |
| 指宿枕崎線 | 鹿児島中央駅 - 枕崎駅   | 87.9km   |                                                                               | |

## 経営分離・廃止された路線
※特定地方交通線は除外（該当項目を参照）。また、存続路線の部分廃止区間は一覧の備考欄を参照。

### JR北海道
- 深名線：1995年9月4日廃止
- 江差線
  - 木古内 - 江差：2014年5月12日廃止
  - 五稜郭 - 木古内：2016年3月26日道南いさりび鉄道に移管。1988年3月の海峡線開通から移管までは「津軽海峡線」の愛称を設定。

### JR東日本
- 岩泉線：2014年4月1日廃止（2010年7月31日より災害により全線運休）

### JR西日本
- 富山港線：2006年3月1日廃止後、同年4月29日より富山ライトレールが運行（一部区間は経路変更。2020年2月21日より合併で富山地方鉄道の運営となる）
- 三江線：2018年4月1日廃止